# Budzisz (Nawsie)
Budzisz – część wsi Nawsie w Polsce, położona w województwie podkarpackim, w powiecie ropczycko-sędziszowskim, w gminie Wielopole Skrzyńskie. Leży na północ od centrum Nawsia.
Dawniej samodzielna wieś i gmina jednostkowa Budzisz w powiecie ropczyckim, od 1920 w województwie krakowskim. W 1921 roku liczył 116 mieszkańców.